# Бедбург
Бедбург (нім. Bedburg) — місто в Німеччині, знаходиться в землі Північний Рейн-Вестфалія. Підпорядковується адміністративному округу Кельн. Входить до складу району Райн-Ерфт.
Площа — 80,21 км2. Населення становить 23 743 ос. (станом на 31 грудня 2020).